# Crotone
Crotone (in der Antike Kroton) ist eine italienische Gemeinde mit 58.181 Einwohnern (Stand 31. Dezember 2024) und die Hauptstadt der Provinz Crotone. Sie liegt in der Region Kalabrien am Ionischen Meer nahe dem Golf von Tarent.

## Lage und Daten
Die Stadt, die heute rund 60.000 Einwohner zählt, gliedert sich in die Stadtteile Papanice, Apriglianello, Carpentieri, Cipolla, Farina, Gabella Grande, Iannello, Maiorano und Margherita.
Ihre Nachbargemeinden sind Cutro, Isola di Capo Rizzuto, Rocca di Neto, Scandale und Strongoli.

## Geschichte

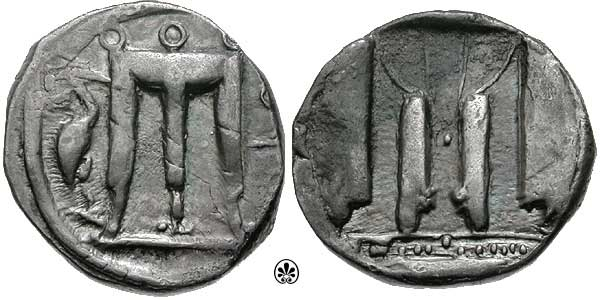
Münze aus Kroton, ca. 480-460 v. Chr.

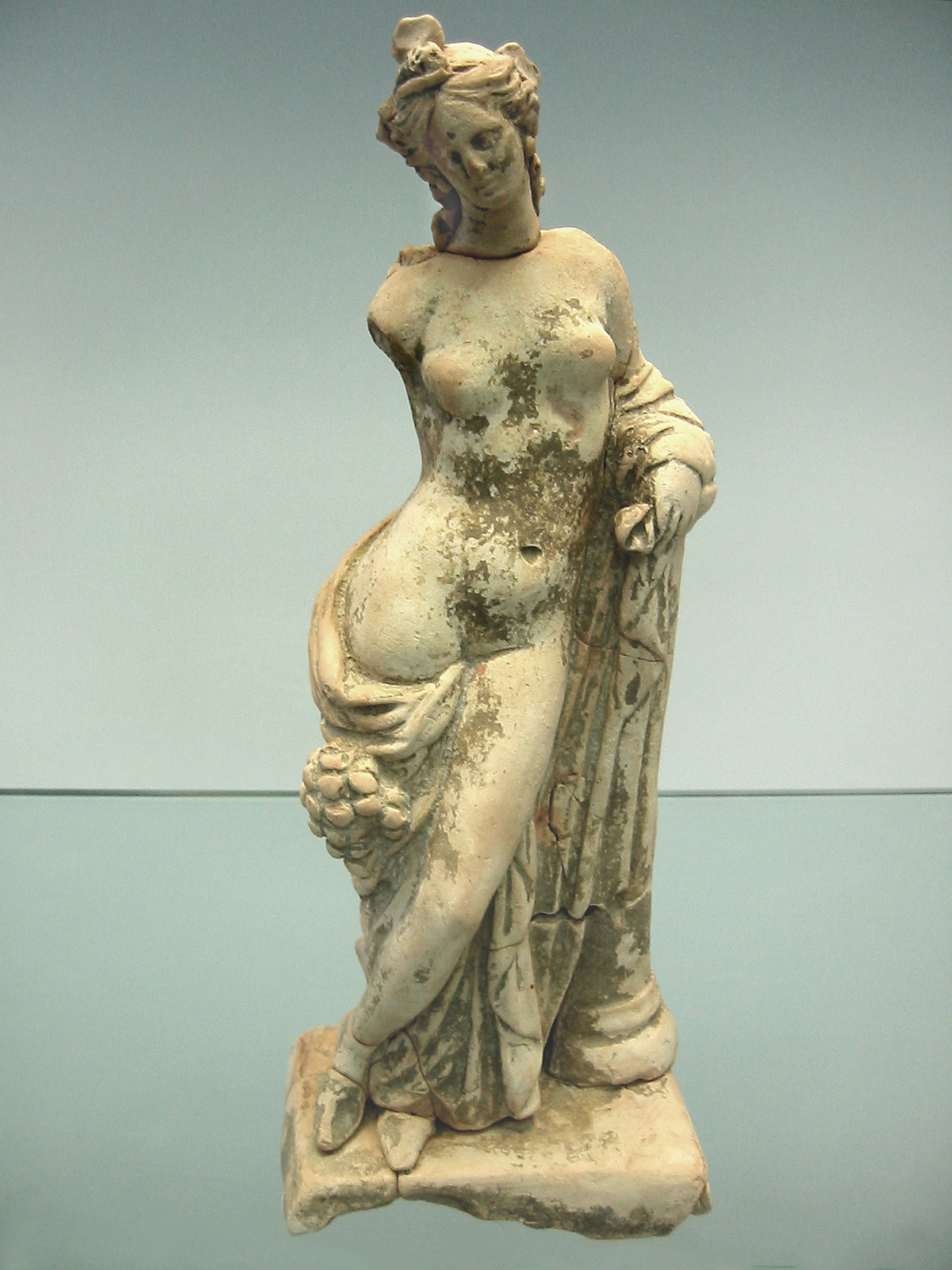
Statuette im Museo Archeologico in Crotone

### Vorgeschichte

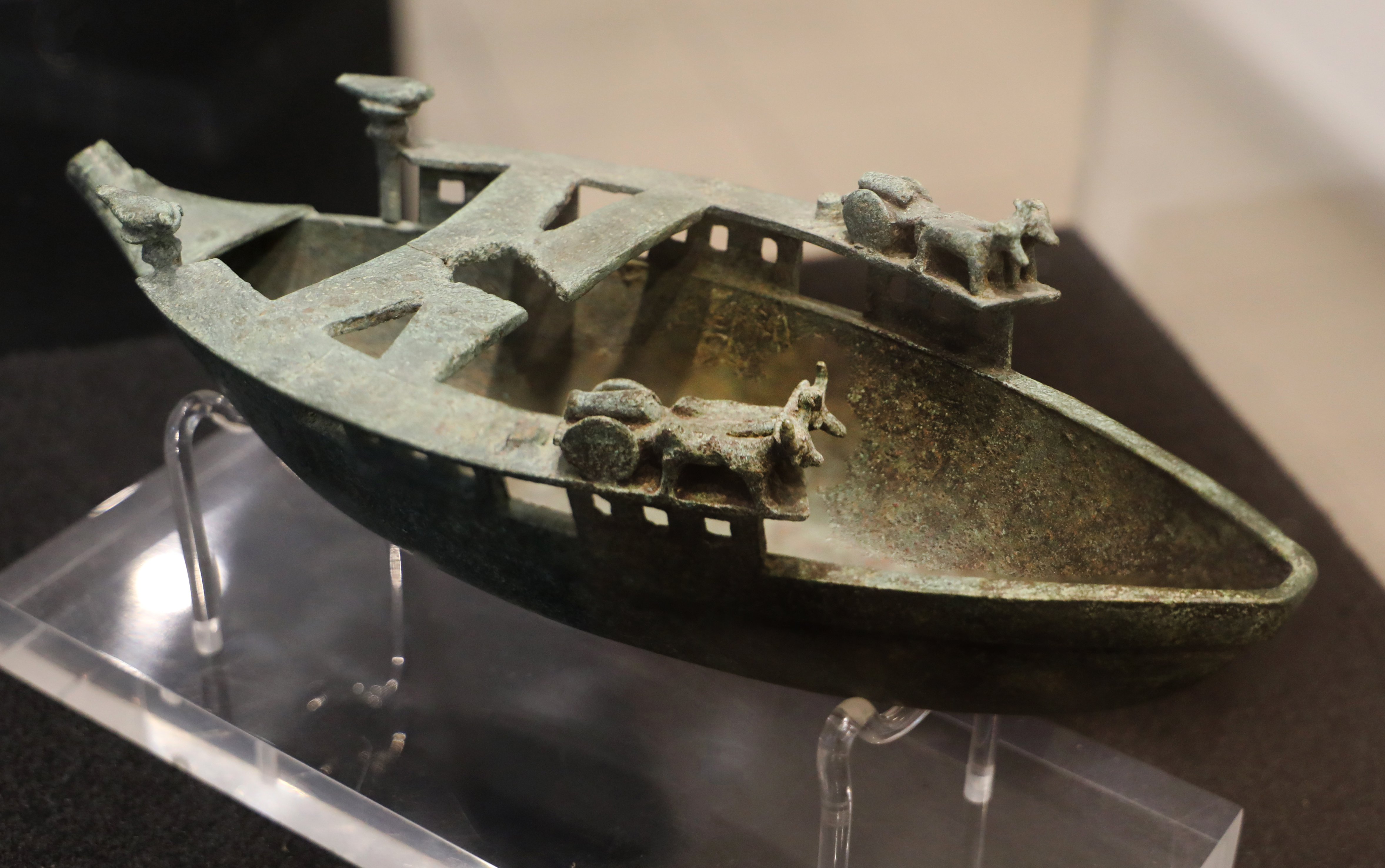
Nuraghenboot, ca. 900–790 v. Chr., aus dem Heiligtum von Capocolonna in Crotone

Auf dem Boden des heutigen Crotone befand sich bereits seit der mittleren Bronzezeit (ab dem 15./14. Jahrhundert v. Chr.) eine – eventuell zunächst aus mehreren später zusammengewachsenen Dörfern gebildete – Siedlung. Ausgrabungen brachten verschiedene Schichten zutage, die belegen, dass die Siedlung bis in die frühe Eisenzeit (9./8. Jahrhundert v. Chr.) bestand. Fragmente Mykenischer Keramik, die auch zur Datierung einzelner Siedlungsphasen von Bedeutung sind, zeugen von Kontakten zu Griechenland im 13. und 12. Jahrhundert v. Chr. (Keramik der Zeitstufen SH III B und III C). Des Weiteren fanden sich – neben eindeutig einheimischen Artefakten – auch Gefäße, die der sogenannten Pseudominyschen Keramik zugeordnet werden.

### Griechisch-römische Antike
Nach der griechischen Mythologie wurde die Stadt von Alemons Sohn Myskelos am Grab des verstorbenen Helden Kroton gegründet.
Das antike Kroton wurde Ende des 8. Jahrhunderts v. Chr. von achäischen Griechen nahe dem heutigen Stadtzentrum gegründet und entwickelte sich zu einer reichen Polis. Es war Teil der sogenannten Magna Graecia. 12 Kilometer südöstlich von Kroton liegt die Landspitze Capo Colonna, das antike Lakinion mit seinem Heraheiligtum, bekannt als Versammlungsstätte des Italiotischen Bundes, eines Zusammenschlusses der griechischen Städte gegen die Italiker. In Kroton soll der berühmte Zeuxis im Tempel der Hera ein Bildnis der Helena, Idealbild weiblicher Schönheit, geschaffen haben, indem er die fünf schönsten Jungfrauen zum Modell nahm, weil vollendete Schönheit in der Natur an einer einzigen Person nicht vorkomme. Viele berühmte Athleten der antiken Olympischen Spiele, darunter der berühmte Ringer Milon, stammten aus Kroton. Um 530 v. Chr. ließ sich der Philosoph Pythagoras in Kroton nieder und gründete die Gemeinschaft der Pythagoreer. Bereits im 5. Jahrhundert v. Chr. erfreute sich die medizinische Schule von Kroton großer Berühmtheit; schon im späten 6. Jahrhundert v. Chr. gehörte der aus Kroton stammende, auch als Leibarzt von Polykrates tätige Demokedes zu den prominentesten Ärzten des griechischen Kulturkreises. Diodor berichtet, dass es 318/17 zu einer Stasis in der Polis kam, in deren Verlauf zahlreiche Bürger, die von ihren Feinden aus der Stadt verbannt worden waren, bei dem Versuch, Kroton gewaltsam einzunehmen, getötet wurden. Die Stadt geriet schließlich 277 v. Chr. im Zuge des Pyrrhischen Krieges unter römische Oberherrschaft. Sie hatte große Verheerungen erlitten.
Durch den Ersten Punischen Krieg wurde Kroton wenig mitgenommen. Um 215 v. Chr. besaß die Stadt wohl noch mehr als 2000 Einwohner. Inzwischen hatte der Zweite Punische Krieg begonnen. Als nach der römischen Niederlage in der Schlacht bei Cannae (216 v. Chr.) die Bruttier und Lukaner zu den Karthagern übergingen, hielten die Griechen zunächst am Bündnis mit den Römern noch fest. Das Volk hätte wohl gern die Herrschaft gewechselt, des Adels Interesse war jedoch mit den Römern verknüpft. Indessen wurde Kroton bald von den Bruttiern, welche die Stadt mit Ausnahme der Burg eroberten, gewaltsam zum Anschluss gezwungen. Die Optimaten hielten sich zwar noch eine Zeitlang in der Burg, mussten dann aber kapitulieren und nach Lokroi übersiedeln. Dagegen erhielt Kroton bruttische Kolonisten, wodurch das griechische Element der Stadt weiter herabgedrückt wurde. Gegen Kriegsende, als Hannibal immer mehr an Terrain verlor und sich in Bruttium auf die Defensive beschränken musste, war Kroton wegen seiner günstigen Lage am Meer einer der Hauptstützpunkte der punischen Armee. So stand es im Mittelpunkt des Krieges und hatte erneut viel zu leiden. Zur Stärkung seiner Position ließ Hannibal 2500 karthagisch gesinnte Thurier in die entvölkerte Stadt umsiedeln.
Als Kroton nun sein Hauptquartier war, errichtete Hannibal eine zweisprachige Inschrift im Tempel der Hera Lakinia, eine Schilderung seiner Taten, die der Geschichtsschreiber Polybios einige Jahrzehnte später noch sah, aber davon nur einen kleinen Teil exzerpierte, der die Truppenstärken der punischen Armee in Spanien und Libyen zu Beginn des Kriegs aufzählt. Vermutlich wurde die Inschrift 70 v. Chr. bei der Plünderung des Heiligtums durch Piraten zerstört. Als Hannibal Italien 202 v. Chr. verließ, wurde den griechischen Städten, so auch Kroton, nominell verziehen. Allerdings musste die Stadt einen Streifen Ackerland abtreten, das 194 v. Chr. an römische Veteranen verteilt wurde. Nach und nach verlor die Stadt ihren griechischen Charakter und büßte auch ihre ökonomische Relevanz ein, einzig der Hafen blieb bedeutend.

### Mittelalter und Neuzeit
982 wurde Kaiser Otto II. von den Sarazenen in der Schlacht am Kap Colonna bei Crotone vernichtend geschlagen.
Nach der Schlacht von Civitate wurde Crotone von den Normannen eingenommen. Mit dem Normannenreich fiel auch Crotone 1194 an die Staufer. Von 1282 bis 1860 gehörte Crotone zum Königreich Neapel bzw. zum Königreich beider Sizilien. Doch waren die Könige weit weg; als deren Lehnsmänner übten Adelsfamilien eine fast unbeschränkte Herrschaftsgewalt aus, so in Crotone und dessen Umland, in der sogenannten Markgrafschaft Crotone (Marchesato di Crotone bzw. Marchesato crotonese) seit 1390 die Familie Ruffo.
1992 wurde die Provinz Crotone von der Provinz Catanzaro getrennt.

## Wirtschaft
Crotone, das über einen Hafen verfügt, ist ein Handelszentrum für landwirtschaftliche Produkte. Zu den herausragenden Gebäuden der Stadt gehören eine Kathedrale und eine Burg aus dem 16. Jahrhundert. Crotone liegt an der Bahnstrecke Tarent–Reggio di Calabria und hat einen Flughafen (Aeroporto S. Anna di Crotone).
Crotone war bis zum Beginn des 21. Jahrhunderts ein Zentrum der Chemieindustrie. Die Produktion erfolgte auf Kosten der Umwelt: Die Industriebrachen weisen eine sehr hohe Kontamination mit Schadstoffen, insbesondere Schwermetallen, auf. Die Krebsprävalenz ist um 30 Prozent höher als in den übrigen Landesteilen.

## Sehenswürdigkeiten

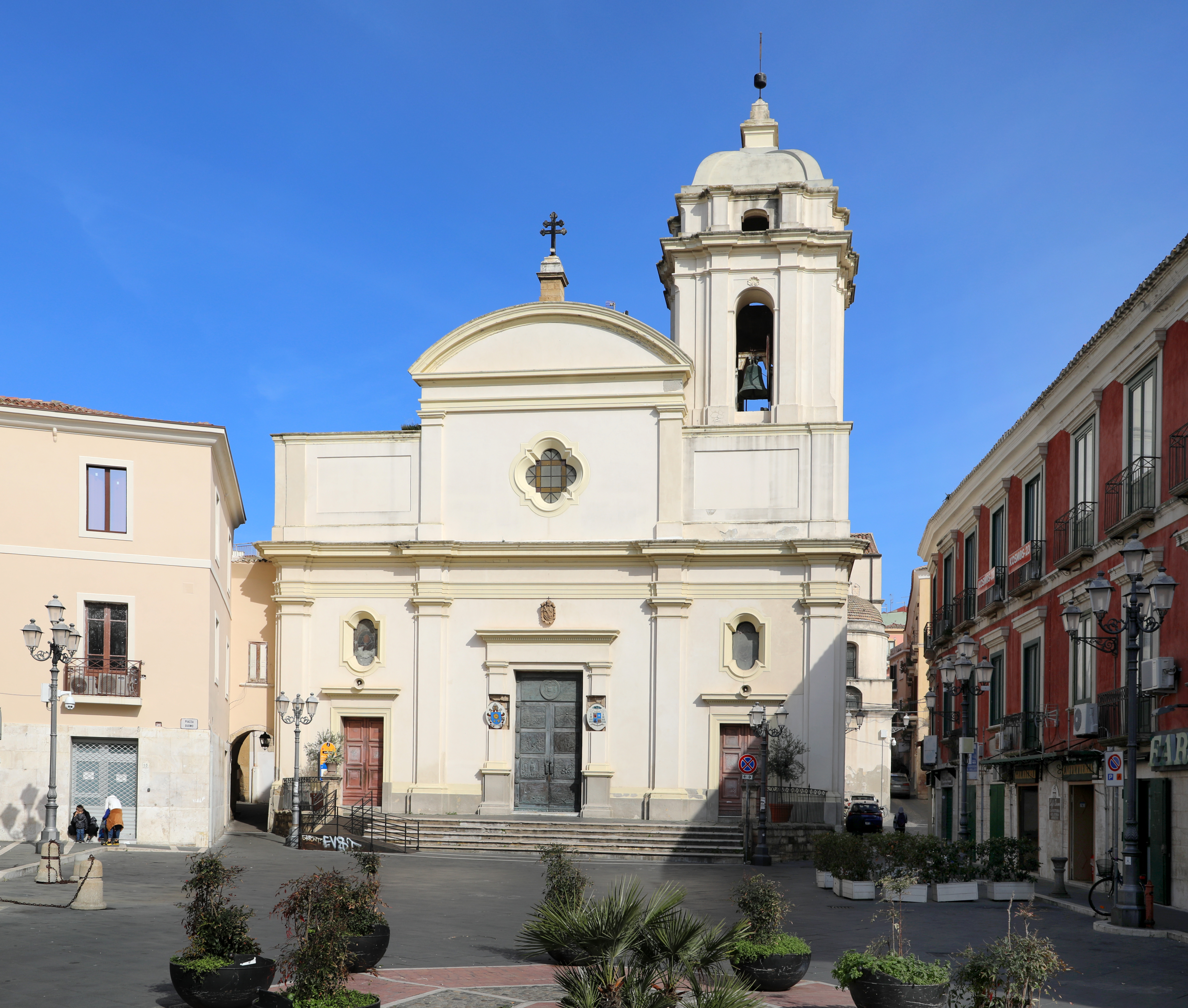
Der Dom

- Dom von Crotone mit einer byzantinischen Madonna
- Kastell
- Museo Archeologico Nazionale di Crotone im Torre di Nao
- Stadio Ezio Scida (Stadion des FC Crotone)

## Städtepartnerschaften
- Giannitsa, seit 2010
- Porto, seit 2010

## Persönlichkeiten
- Pythagoras (um 570 v. Chr.–nach 510 v. Chr.), griechischer Philosoph
- Milon (um 555 v. Chr.–nach 510 v. Chr.), griechischer Ringkämpfer
- Alkmaion von Kroton (zweite Hälfte 6. Jh. – frühes 5. Jh. v. Chr.), griechischer Naturphilosoph
- Astylos von Kroton (5. Jh. v. Chr.), griechischer Läufer
- Heinrich Lotter (1727–1790), Maler
- Lino Patruno (* 1935), Jazzmusiker, Schauspieler und Komponist
- Rino Gaetano (1950–1981), Liedermacher
- Carmine Abate (* 1954), Schriftsteller und Ehrenbürger
- Vincenzo Iaquinta (* 1979), Fußballspieler